# التعليم في مصر في عهد محمد علي
عظم شأن التعليم والثقافة في العهد المملوكي، فغدت القاهرة مهبط العلماء والأدباء، وخلفت القاهرة مدينة بغداد في ميدان العلوم والمعرفة والفنون. ولما غزا العثمانيون مصر، تحولت القاهرة إلى مدينة ثانوية قليلة الشأن، وأخذت العلوم في الانحطاط وأفل نجم الثقافة والتعليم، وعمّ الجهل والتخلف. فلم يكن العثمانيون أصحاب أي ماضٍ في العلم أو الثقافة لينقلونها إلى البلاد التي وقعت تحت سيطرتهم، إضافة إلى أنهم كانوا يجهلون اللغة العربية على الرغم من أنهم يدينون بالدين الإسلامي، فكانت اللغة التركيةبجانب اللغة العربية هما اللغتان الرسميتان في عهدهم الطويل ،وكثر نبوغ العلماء والأدباء والمفكرين، فكان أكثر ما كتب في هذا العصر إنما هو من قبيل الشروح والحواشي علي المصنفات القديمة - واقتصر التعليم في عهد العثمانيين على الأزهر والكتاتيب فكان العلم مقتصر على تعليم أمور الدين فقط .وبقيت المدارس التي أنشأت في عصر المماليك.

## النهضة التعليمية في عصر محمد علي
تطلع محمد علي إلى بناء دولة قوية في مصر والشام والحجاز، ولم يكن من سبيل لتحقيق ذلك إلا بالعلم الذي هو أساس كل نهضة، فقام بوضع نظام تعليمي حديث يضمن تنشئة جيل من أبناء البلاد قادر على تحمل المسؤولية في عملية الإصلاح والنهوض بالبلاد، مع الإبقاء على الأزهر الشريف بتراثه العلمي والديني والانتفاع ببعض النابهين من طلابه مع طلاب المدارس النظامية، وإرسال بعض هؤلاء في بعثات علمية إلى أوروبا.

قامت سياسة محمد علي التعليمية على المحاور الآتية:
1. إقامة المدارس وفقاً للنظم الحديثة، وإنشاء ديوان خاص بها
2. نقل المعارف والعلوم الاوربية إلى مصر. وتم ذلك عن طريق:

- استقدام المدرسين الأجانب إلى مصر.
- إرسال البعثات العلمية إلى أوروبا.
- الترجمة عن اللغات الأوربية

1. النهوض بالطباعة باعتبارها أهم وسيلة لنقل الحضارة والثقافة الأوربية:

أولاً: إقامة المدارس وإنشاء ديوان خاص بها. شملت المدارس التي أنشاها محمد علي كل مراحل التعليم من المرحلة الأولية والثانوية والتعليم الخاص. وكان التلاميذ يساقون قسراً إلى المدارس بعد إجبار أولياء أمورهم على إرسالهم ولو أدى الأمر إلى انتزاعهم بالقوة؛ هذا على الرغم من المغريات التي بذلتها الدولة لترغيب الأهالي في تعليم أولادهم، فكانت المدارس تتولى إيواء التلاميذ وإطعامهم وتقدم لهم الملابس والرواتب الشهرية.
بلغ عدد المدارس الابتدائية التي انشأها محمد علي 66 مدرسة منها 40 بالوجه البحري وعدد 26 مدرسة في الوجه القبلي. كما أنشأ مدرستين تجهيزيتين أحدهما في القاهرة والأخرى في الإسكندرية. أما المدارس التخصصية أو العالية، فشملت مدارس للطب والهندسة والطب البيطري والزراعة واللغات، ومدارس حربية للطوبجية والخيالة والبيادة. هذا إلى جانب مدارس للموسيقا والفنون والصناعات.
كان بالقطر المصري نحو 10000 (عشرة آلاف) تلميذ ينتظمون في هذه المدارس … ومن أهم المدارس العالية التي أنشأها محمد علي
1. مدرسة الطب: أنشأها محمد علي بناء على مشورة من الطبيب الفرنسي كلوت بك، الذي استقدمه محمد علي ليكون طبيباً ورئيساً لجراحي الجيش المصري فأشار على محمد علي بإنشاء مدرسة للطب يلتحق بها الطلبة المصريون، فتم إنشاؤها في عام 1827م في أبي زعبل. كما أنشأت مدرسة ملحقة بها لتعليم اللغة الفرنسية، حيث كانت هيئة التدريس في مدرسة الطب تتكون من أساتذة فرنسيين وقلة من الإيطاليين. وبعد مضي خمس سنوات على إنشاء هذه المدرسة، وقع الاختيار على اثني عشر طالباً من أوائل الخريجين ليكونوا أول بعثة لدراسة الطب في فرنسا عام 1832م. وعندما عاد هؤلاء الطلبة كلفتهم إدارة المدرسة بترجمة بعض أمهات كتب الطب إلى جانب اشتغالهم كمعيدين ومساعدين للاساتذة الأجانب.
2. مدرسة الطب البيطري: بدأت في رشيد عام 1828م، ثم الحقت بعد سنتين بمدرسة الطب البشري في إبي زعبل، وكان مديرها فرنسياً. ولما نقلت مدرسة الطب البشري إلى قصر العيني في عام 1837م انتقلت مدرسة الطب البيطري إلى شبرا.
3. المدارس الفنية: وتشمل المدارس الزراعية والهندسية. أما المدارس الزراعية، فكان أهمها مدرسة الزراعة بشبرا الخيمة، التي بدأت الدراسة بها عام 1833م والمدرسة الزراعية بنبروه التي انشأت عام 1836م. وكانت هيئة التدريس في هذه المدارس من أعضاء البعثة الزراعية الذين عادوا من أوروبا ومنهم يوسف افندي الذي تولى إدارة مدرسة نبروه الزراعية. أما المدارس الهندسية فقد عني بها محمد علي عناية خاصة نظراً لاحتياج البلاد إلى مهندسين لمسح الأرض وحفر الترع وإنشاء القناطر والجسور وتشييد المصانع ودراسة طبقات الأرض للبحث عن المعادن. وخدمة الجيش ببناء الثكنات والطوابي والاستحكامات. وكانت آخر مدرسة للهندسة أنشئت في عهد محمد علي هي مدرسة بولاق عام 1834م، التي نظمت على نسق مدرسة الهندسة بباريس، ثم انضمت إليها مدرسة المهندسين بالقناطر الخيرية ومدرسة المعادن بمصر القديمة.
4. المدارس الصناعية: وكان أهمها: أ- مدرسة العمليات، أو الفنون والصنائع التي أنشئت عام 1837م بهدف تخريج الصناع المهرة ب- مدرسة الكيمياء، التي أنشئت في مصر القديمة لدراسة الصناعات الكيميائية ج- مدرسة المعادن، التي أنشئت في عام 1834م لدراسة كل ما يتعلق بالصناعات المعدنية.
5. مدرسة الألسن: أمر محمد علي بإنشائها عام 1835م باسم مدرسة الترجمة، ثم تغير اسمها إلى «مدرسة الألسن». ويرجع الفضل في إنشائها إلى اقتراح من رفاعة الطهطاوي الذي تولى إدارة المدرسة واختار للدراسة فيها ثمانين طالباً، وعني فيها بتدريس اللغتين العربية والفرنسية، تليهما اللغة التركية والإنجليزية.

## إنشاء ديوان المدارس
كان تنظيم المدارس تابعاً لديوان الجهادية، في بداية عهد إنشائها، فكانت الجهادية تتولى أمر المدارس والاشراف عليها حتى أمر محمد علي بتأليف مجلس عام للنظر في تنظيم المدارس عام 1836م برئاسة أحد رؤساء البعثات العلمية إلى فرنسا، وهو مصطفى مختار الذي تخصص في دراسة الفنون الحربية وعلى يديه ولدت أول وزارة للمعارف في مصر والعالم العربي. وضم المجلس في عضويته عدد من اكابر المصريين ونظار المدارس العليا ونتج عن مناقشات المجلس توصيات وضعت موضع التنفيذ حيث اشار المجلس بتقسيم التعليم إلى ثلاث مراحل: هي الابتدائية والتجهيزية والخصوصية، واشار المجلس بتوزيع المدارس على الاقاليم حسب عدد السكان، مع إنشاء مدرستين تجهيزيتين في القاهرة والإسكندرية. - ولما كانت المدارس بعد انشائها تحتاج إلى هيئة فنية للاشراف عليها وكانت هذه الناحية غير متوفرة في ديوان الجهادية، فقد صدر قرار محمد علي بانشاء ما يعرف باسم «شورى المدارس» أو مجلس المدارس لمتابعة الشؤن الفنية للمدارس غير انها ظلت من الناحية الادارية تابعة لديوان الجهادية وفي فبراير من عام 1837م أصدر محمد علي قرارا بانشاء ديوان المدارس واسند رئاسته إلى مصطفى مختار بك. وبذلك انفصلت تبعية المدارس في مصر عن ديوان الجهادية وحددت اللائحة الصادرة لهذا القرار اختصاصات ديوان المدارس بادارة المدارس والكتب خانات (دور الكتب) – والمعامل والمتاحف وقناطر الدلتا ومطبعة بولاق وجريدة الوقائع المصرية. وبعد وفاة مصطفى مختار الذي يعتبر أول وزير للمعارف المصرية عام 1839م، تولى رئاسة ديوان المدارس إبراهيم ادهم باشا. ثانيا: نقل المعارف والعلوم الاوربية إلى مصر. كانت الحضارة الاوربية على عصر محمد علي قد بلغت درجة رفيعة من الرقي والتقدم فاتجهت انظار محمد علي إلى أوروبا للاقتباس من حضارتها لبناء دولته الحديثة. وقد اعتمد في ذلك على ما يلي:

### استقدام المدرسين الأجانب
كانت فكرة محمد علي الاساسية في ذلك هي ان يعهد للاجانب الذين يثق في علمهم بتعليم طلبة المدارس التي انشأها حتى إذا أتم هؤلاء تعليمهم خلفوا اساتذتهم في مراكزهم. وفي هذا السياق استعان محمد علي بعدد من العلماء الاوربيين كان معظمهم من الفرنسيين وكان من ابرزهم «كلوت بك» الذي انشأ مدرسة الطب، ومسيو لامبير ناظر مدرسة الهندسة وهاملتون ناظر مدرسة الطب البيطري.

### إرسال البعثات التعليمية إلى أوروبا
كانت أولى بعثات محمد علي إلى أوروبا في سنة 1809م إلى بعض المدن الإيطالية وتلتها بعثة ثانية في سنة 1813م إلى إيطاليا أيضاً لدراسة فن الطباعة وسبك الحروف وبعض الفنون العسكرية وبناء السفن. ثم تحولت البعثات العلمية إلى فرنسا حيث تأسس أول مكتب مصري للبعثات في باريس عام 1826م وتكونت البعثة من 44 عضو تحت إشراف العالم الفرنسي «جومار»، وسافر مع هذه البعثة الشيخ رفاعة الطهطاوي كإمام لها ومرجعاً لشؤونها الدينية، وكان من إعضائها أيضاً مصطفى مختار الذي تولى ديوان المدارس فيما بعد؛ وقد زاد عدد أعضاء هذه البعثات حتى وصل إلى 144 عضو في العام 1833م. 

أما التخصصات العلمية التي درستها هذه البعثات فشملت: العلوم العسكرية والهندسة والطب والجراحة، والميكانيكا، والكيمياء، والزراعة والتاريخ الطبيعي. ولما عاد أعضاء هذه البعثات إلى مصر كانوا دعامة المشروعات العظيمة التي فكر فيها محمد علي واستطاعوا القيام باعباء العملية التعليمية في مصر خلفا لبعض الأجانب الذين استعان بهم محمد علي في البداية. فقد تولى يوسف افندي بعد عودته من فرنسا إدارة مدرسة الزراعة العليا، وتولى مصطفى مختار رئاسة ديوان المدارس، كما تولى رفاعة الطهطاوي إنشاء وإدارة مدرسة الالسن وغير هؤلاء كثيرون من أعضاء البعثات التعليمية الذين عادوا إلى مصر حاملين العلوم الأوروبية، فقد عمل الأطباء الإثني عشر- الذين عادوا من فرنسا بعد دراسة الطب- كمعيدين ومساعدين للأساتذة الأجانب. وفي عام 1837م أمكن الاستغناء عن المدرسين الأجانب في مدرسة الهندسة وحل مكانهم عدد من أعضاء البعثة الهندسية التي عادت من فرنسا.

### حركة الترجمة
اهتم محمد علي بحركة الترجمة من اللغات الاجنبية في مختلف العلوم وكان حريصا على التاكد من كفاءة ومهارة أعضاء البعثات العلمية عند عودتهم إلى مصر حيث كان يأمر كل واحد منهم بترجمة كتاب في العلم أو الفن الذي تخصص في دراسته وفي عهد محمد علي نهضت اللغة العربية بعد ان أصبحت لغة الكتب والتدريس في مختلف العلوم، واخرجت المطبعة الاميرية ببولاق عدد كبير من الكتب العربية المؤلفة والمترجمة في مختلف العلوم والفنون كـ الطب والرياضيات والعلوم الإنسانية والجولوجيا والعلوم الحربية وغيرها. ذلك أن خطط محمد علي الاصلاحية والعسكرية كانت تتطلب كتبا مترجمة عن اللغات الاجنبية تساير التقدم العلمي الحديث كما حرص محمد علي على شراء الكتب العلمية التي يشير بها كبار موظفيه من أوروبا ويأمر بترجمتها إلى العربية خاصة إذا كانت تختص بالعلوم العسكرية اوالهندسية اوالطبية - وفي مدرسة الطب قامت هيئة من المترجمين بترجمة الكتب الطبية إلى العربية وكان أول كتاب طبي مترجم في هذه المدرسة هو كتاب (القول الصريح في علم التشريح) وكان يراجع ترجمة الكتب الطبية عددمن المحررين، ويصحح لغتها ومصطلحاتها طائفة من شيوخ الأزهر. 

كما شارك الطلبة المصرين بعد عودتهم من البعثات العلمية في ترجمة امهات الكتب الطبية وكذلك كان الحال في مدرسة الزراعة، حيث قامت هيئة التدريس من أعضاء البعثات العلنية بترجمة الكتب الخاصة بعلوم النبات من الفرنسية إلى العربية. وكذلك الحال في مدرسة الهندسة، - وفي عام 1835م أمر محمد علي بإنشاء مدرسة الترجمة التي تغيّر اسمها إلى مدرسة الألسن التي أنشئت بهدف إعداد مترجمين في مختلف العلوم والفنون، وإعداد مدرسين لتدريس اللغة الفرنسية في المدارس وقد بلغت اعداد الكتب التي ترجمت على يد خريجي مدرسة الالسن حوالي 2000 كتاب.

## الطباعة والنشر
بدأ محمد علي التفكير بإنشاء المطبعة في بدايات عهده عندما أرسل بعثة علمية إلى إيطاليا للتخصص في فن الطباعة، وبعد خمس سنوات تقريباً تم إنشاء مطبعة بولاق التي بدأت تخرج كتبها المطبوعة سنة 1822م. كما انشأ محمد علي مصنع للورق في بولاق. وكانت هذه المطبعة من أهم الوسائل التي استخدمت في نقل العلوم والفنون الاوربية إلى مصر. - وكانت الكتب المطبوعة توزع علي طلاب المدارس والمعاهد العلمية وعلى الجند والضباط في فرق الجيش، كما أمكن لمن أراد من أفراد الشعب أن يقتني منها ما يشاء. ولم تقتصر الطباعة على المطبعة الكبرى في بولاق، بل أنشئت مطابع صغيرة أخرى ملحقة بالمنشأت التعليمية البعيدة عن بولاق، ليتيسر لها طبع الكتب التي تترجم بها كما الحقت ببعض الدواوين مطابع خاصة بها وقد كان الغرض الأساسي من إنشاء هذه المطابع هو طبع الكتب المترجمة، ولكنها قامت أيضاً بإعادة طبع العديد من المخطوطات القديمة.